# Lalage aurea
Lagarteiro-de-barriga-ruiva ou lagarteirinho-alaranjado (Lalage aurea) é uma espécie de ave da família Campephagidae.
É endémica da Indonésia.
Os seus habitats naturais são: florestas subtropicais ou tropicais húmidas de baixa altitude e florestas de mangal tropicais ou subtropicais.